# Cerkiew Świętych Apostołów Piotra i Pawła w Maleszach
Cerkiew pod wezwaniem Świętych Apostołów Piotra i Pawła – prawosławna cerkiew parafialna w Maleszach. Należy do dekanatu Bielsk Podlaski diecezji warszawsko-bielskiej Polskiego Autokefalicznego Kościoła Prawosławnego.

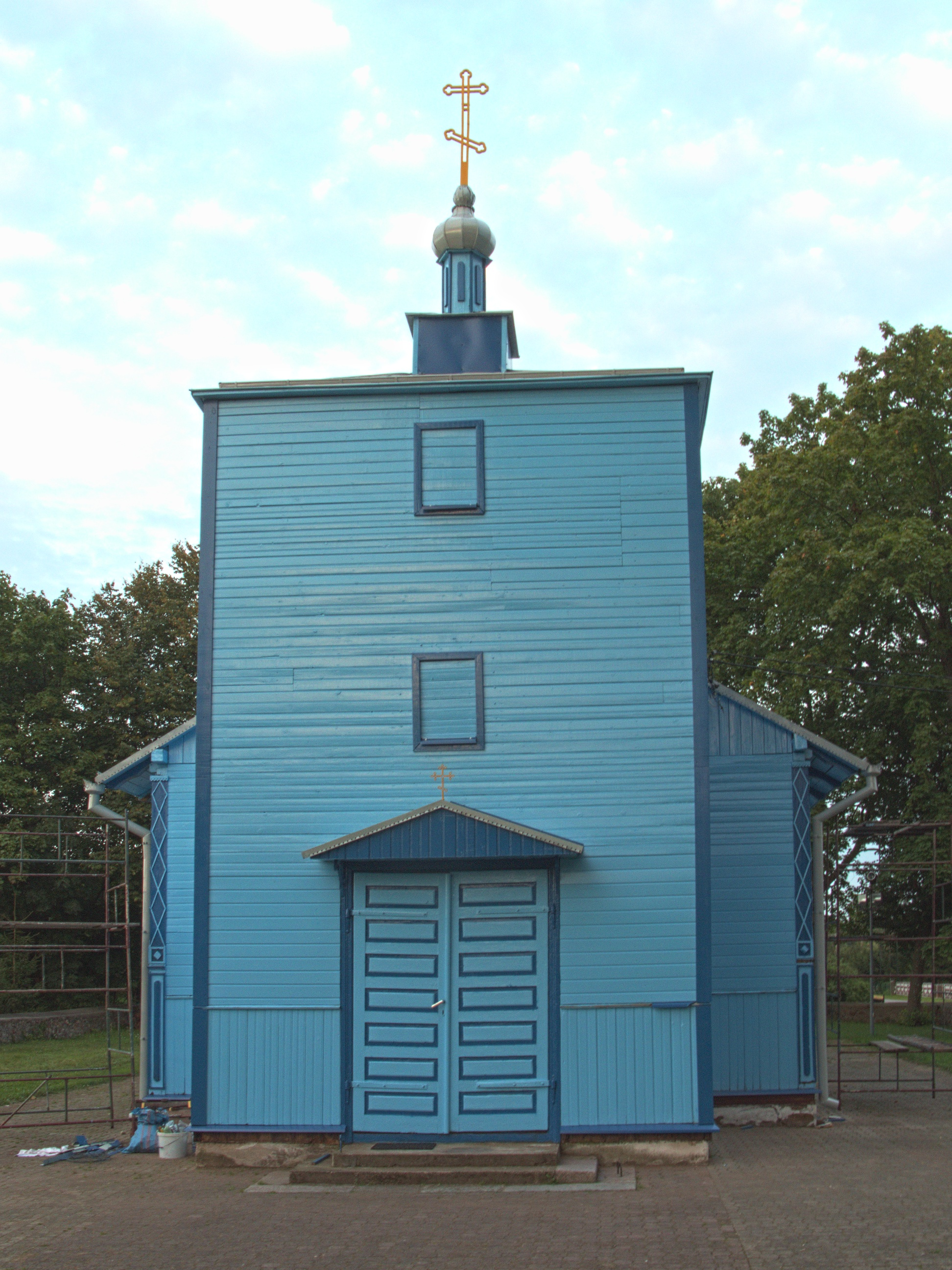
Cerkiew od frontu

Obecnie istniejąca świątynia została wzniesiona na początku lat 50. XX w., konsekrowana w 1954. Wcześniej w tym samym miejscu znajdowała się cerkiew murowana, zbudowana w 1870, zburzona przez okupantów hitlerowskich w 1944.
Dzisiejsza cerkiew jest budowlą drewnianą, o konstrukcji zrębowej, orientowaną, salową (tj. bez wyodrębnionego prezbiterium). Od frontu wieża na planie prostokąta. Nawa zamknięta prostokątnie, z zakrystią na osi. Dachy cerkwi blaszane. Wieża zwieńczona czterospadowym dachem namiotowym z niewielką cebulastą kopułką. Nad nawą dach jednokalenicowy, z kwadratową wieżyczką zwieńczoną kopułką. Nad zakrystią dach trójspadowy. Wokół cerkwi kamienny mur z lat 50. XX w.
Wnętrze świątyni było gruntownie remontowane w latach 90. XX w. (m.in. pozłocono wtedy ikonostas). W latach 2011–2012 odnowiono elewację, zmieniając kolor z jasnobrązowego na niebieski.